# NGC 3186/2
NGC 3186/2 је галаксија у сазвежђу Лав која се налази на NGC листи објеката дубоког неба.
Деклинација објекта је + 6° 57' 34" а ректасцензија 10h 15m 52,5s. Привидна величина (магнитуда) објекта NGC 3186 износи 15,0 а фотографска магнитуда 16,0.